# Воспоминания. Вдовы
«Воспоминания. Вдовы» — картина советского художника Виктора Попкова. Входит в цикл «Мезенские вдовы». Как и другие из этого цикла написана в 1960-х годах.

## История
Работа над картиной шла достаточно быстро, так как замысел был уже продуман во время поездки в Архангельскую область. В деревне на реке Мезени Попков остановился в доме у одинокой старой женщины. Сцена, изображённая на картине, была увидена у неё в доме. К хозяйке пришли подруги и стали вспоминать свои молодые годы.

И я, как бы очнувшись, ясно увидел всю сцену, которая сдвинула время и пространство, их жизнь и мою жизнь, жизнь погибших дорогих людей… Боже мой! Ведь во всей избе только они — обиженные войной в самую молодость — теперь уже старухи-вдовы. И только случайный человек — один свидетель их бабьей проклятой, одинокой доли. Вся их жизнь, вся молодость проплывала сейчас у меня перед глазами. Остались только воспоминания— Виктор Попков
Попков сразу сделал линейный эскиз к будущей картине, а позже сделал рисунок и хозяйки дома, которая стала центральным персонажем.
Вдовы, изображённые на картине, — это не только вдовы Великой Отечественной войны (исходя из их возраста), но и Гражданской войны и Первой мировой.
Картина приобретена у автора и поступила в собрание Третьяковской галереи в 1969 году от Министерства культуры СССР.

## Художественные особенности
Обильное использование оттенков красного в контрасте с серым придаёт картине внутренний драматизм. По словам Попкова, он хотел построить композицию в форме цветка.

Композиционное построение картины было ясно сразу. За основу я взял схему построения цветка — пиона или что-то в этом роде, где низ плавный, спокойный (у меня низ платьев), а лепестки острые вверху и отделены друг от друга (у меня верх фигур). Вся градация красных платьев разыгрывается на чёрно-бесцветном фоне— Виктор Попков
Все вдовы одеты в красное, но цветовой акцент сделан на центральной фигуре: она стоит по центру, безнадёжно опустив руки и склонив голову. Лицо этой высокой и худой женщины обращено к зрителям. Именно на её фигуре и строится вся композиция картины.
Для остальных вдов Попков выбрал разные оттенки красного цвета: с помощью этого приёма художник пытался передать разные мысли, разные истории и разные характеры вдов.